# Ehretia winitii
Ehretia winitii är en strävbladig växtart som beskrevs av William Grant Craib. Ehretia winitii ingår i släktet Ehretia och familjen strävbladiga växter. Inga underarter finns listade i Catalogue of Life.